# The Mail on Sunday
The Mail on Sunday este un ziar săptămânal britanic, înființat în anul 1982 de lordul Rothermere. Ziarul este deținut de compania media Daily Mail and General Trust.. În luna aprilie 2008, ziarul avea un tiraj de 2.292.717 exemplare.

## Legături externe
- www.mailonsunday.co.uk - Sit web oficial